# 安娜·威廉明妮 (安哈特-德紹)

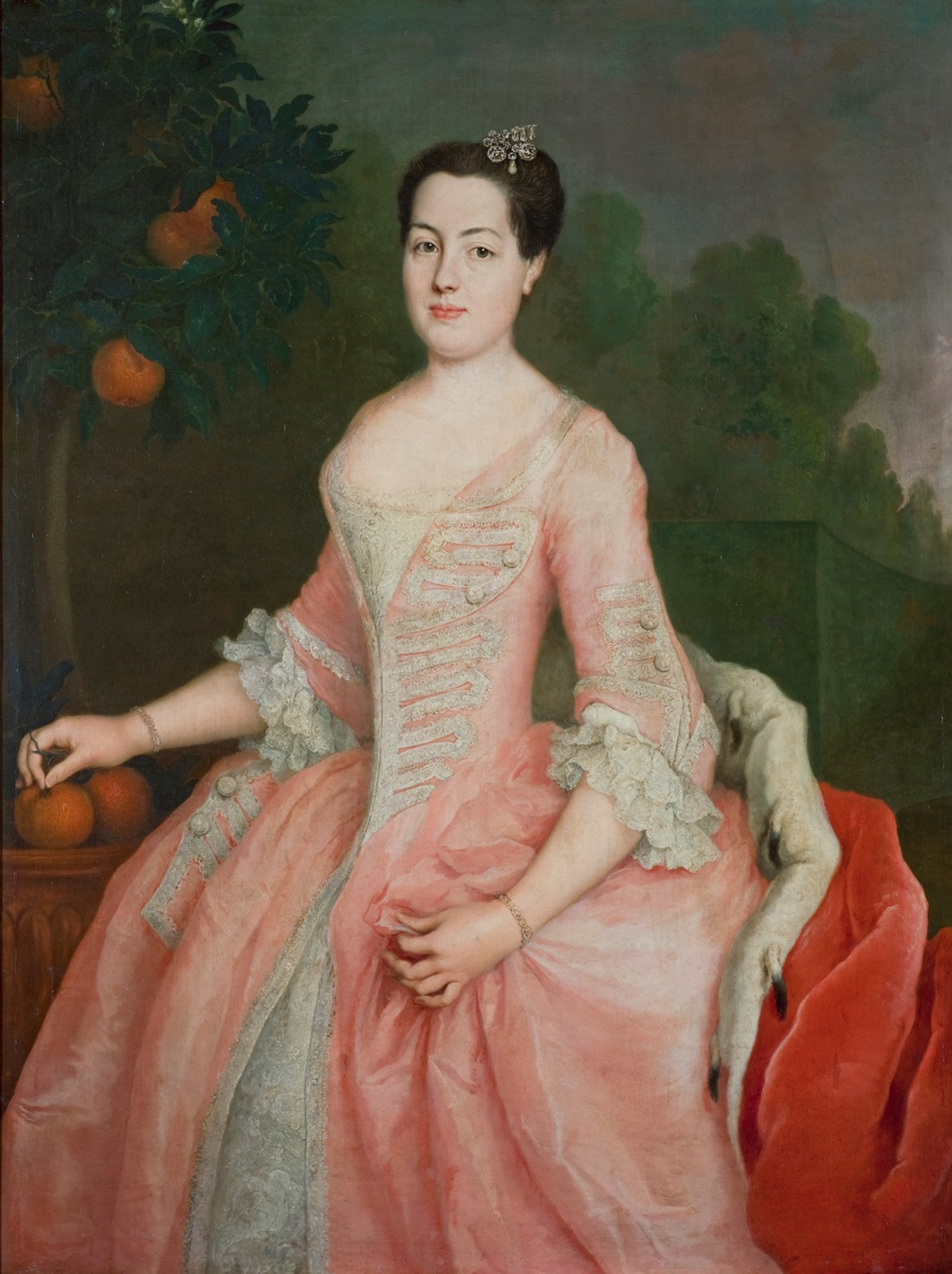
安娜·威廉明妮

安娜·威廉明妮（德語：Anna Wilhelmine，1715年6月13日—1780年4月2日）是安哈特-德紹親王利奧波德一世的女兒，母親是安娜·路易絲·佛斯。